# Hercostomus prolongatus
Hercostomus prolongatus är en tvåvingeart som beskrevs av Yang 1996. Hercostomus prolongatus ingår i släktet Hercostomus och familjen styltflugor. Inga underarter finns listade i Catalogue of Life.